# Вайриму Ндериту, Алиса
Алиса Вайриму Ндериту (род. 9 января 1968 года, Найроби, Кения) — гражданка Кении, с ноября 2020 года занимающая должность заместителя Генерального секретаря Организации Объединённых Наций и Специального советника по предупреждению геноцида Генерального секретаря Организации Объединённых Наций Антониу Гутерриша.
26 ноября 2024 года Ндериту была уволена с позиции специального советника ООН по предупреждению геноцида из-за её позиции, что война Израиля против ХАМАСа не может считаться геноцидом, поскольку намерением Израиля является свержение террористического режима, и Израиль делает всё возможное, чтобы предотвратить гибель мирных жителей.

## Биография

### Ранняя жизнь и образование
Ндериту родилась в Найроби, Кения, в семье Винсента Ньинги Ндериту и Эдит Мверу. Она имеет степень бакалавра искусств в области литературы и философии (1990) и степень магистра в области изучения вооружённых конфликтов и мира (2013) от Университета Найроби, а также почетную степень доктора гуманитарных наук от Keene State College. Она учится на степень доктора философии в области африканских женских исследований в Университете Найроби.

### Карьера
С 1992 по 1999 год Ндериту была научным сотрудником и администратором Пенитенциарной службы Кении в Министерстве внутренних дел Кении.
С 1999 по 2007 год она возглавляла отдел образования в области прав человека (Программа образования в области прав человека и наращивания потенциала) Национальной комиссии по правам человека Кении (ранее известной как Постоянный комитет Кении по правам человека).
С 2007 по 2009 год Ндериту занимала должность директора по образованию в области социальной справедливости в некоммерческой правозащитной организации Fahamu.

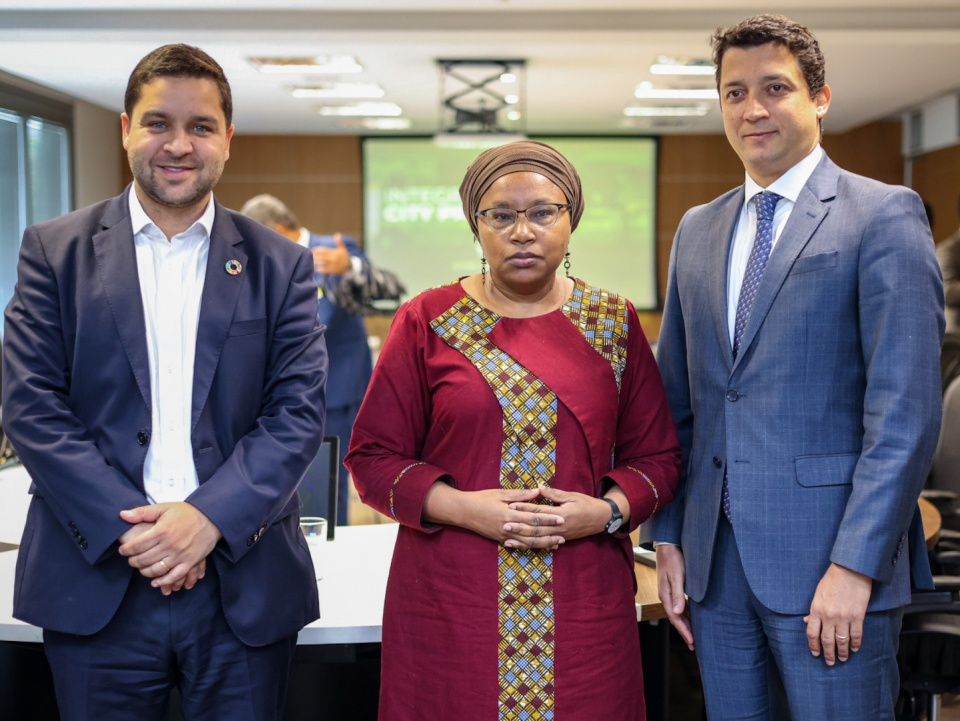
Встреча Ндериту с губернатором Бразилии в Рио-де-Жанейро Тьяго Пампольей и генеральным прокурором Бруно Дюбе (2023)

С 2009 по 2013 год Ндериту занимала должность комиссара Национальной комиссии по сплочению и интеграции в Кении, созданной для урегулирования религиозных, этнических и расовых конфликтов, противодействия разжиганию ненависти и содействия мирному сосуществованию. Она помогла выступить посредником между десятью этническими общинами, чтобы предотвратить повторение насилия на выборах 2007—2008 годов, в результате которого погибло около 1500 человек, было совершено 3000 изнасилований и 650 000 перемещенных жителей. В качестве комиссара она была одним из основателей и первым сопредседателем Uwiano Platform for Peace, агентства по предотвращению конфликтов, основанного в 2010 году, которое использует мобильные технологии для поощрения граждан сообщать о признаках насилия, связывая раннее предупреждение с ранним реагированием.
Начиная с 2013 года Ндериту была членом Национального комитета Кении по предупреждению и наказанию за преступления геноцида, военные преступления, преступления против человечности и все формы дискриминации. Она также была инструктором Института Освенцима по предупреждению геноцида и массовых зверств.
Она внесла вклад в определение роли женщин-посредников, как подписанта и посредника мирных соглашений в вооруженных конфликтах. Ндериту также выступала за включение женщин в различные международные форумы.
Ндериту руководила процессом посредничества, который привел к мирному соглашению 2012 года, подписанному 10 этническими общинами в Накуру, Кения. В течение 16 месяцев она руководила разработкой мирного процесса с участием 100 старейшин и трех посредников.
Затем она также была ведущим посредником в мирном процессе в штате Кадуна, Нигерия. Это привело к подписанию Кафанчанской мирной декларации 2016 года 29 этническими общинами.
Ндериту была ведущим посредником в мирном процессе в Южном плато, Нигерия. Это привело к тому, что 56 этнических общин подписали Межобщинную мирную декларацию Южного плато в 2017 году. Она сказала, что местные жители фотографировали её «с благоговением, потому что они не могли себе представить, что женщины обладают мудростью и способностью посредничать в конфликте».
Ндериту работала комиссаром Президентской комиссии по расследованию роспуска правительства округа Макуэни в Кении.
В 2020 году Генеральный секретарь Организации Объединённых Наций Антониу Гутерриш назначил Ндериту заместителем Генерального секретаря ООН и специальным советником по предупреждению геноцида, сменив Адаму Дьенга из Сенегала. Генеральный секретарь охарактеризовал её как «признанного голоса в области миростроительства и предотвращения насилия» из-за её усилий по разрешению конфликтов.
The Wall Street Journal сообщил, что Ндериту потеряла работу в качестве специального советника ООН по предупреждению геноцида из-за её позиции, что война Израиля против ХАМАСа не может считаться геноцидом, поскольку намерением Израиля является свержение террористического режима, и Израиль делает всё возможное, чтобы предотвратить гибель мирных жителей.

## Организации
Ндериту была членом Сети африканских женщин по предотвращению конфликтов и посредничеству Африканского союза (Fem-Wise), Сети женщин, борющихся за мир, Обеспокоенных граждан за мир (группы старейшин, содействующих миру между африканскими лидерами) и Глобального альянса женщин-посредников. Она также является основателем Community Voices for Peace and Pluralism, сети африканских женщин-профессионалов, предотвращающих и преобразующих конфликты по всему миру. Она также была стипендиатом программы обмена Содружества в Южноафриканской комиссии по правам человека.

## Признание
- 2011 — стипендиат Transitional Justice Fellow, Institute for Justice and Reconciliation (IJR), Южная Африка[22].
- 2012 — Женщина-миротворец года, награждена Институтом мира и правосудия имени Джоан Б. Крок, Университет Сан-Диего, США[23][10] .
- 2014 — Рафаэль Лемкин — Институт мира и примирения Освенцима (AIPG)[24].
- 2015 — стипендия Aspen Leadership[10].
- 2017 — Премия Global Pluralism Award, присуждена Глобальным центром плюрализма (Его Высочество Ага Хан и правительство Канады) за приверженность предотвращению конфликтов по всей Африке и инновационный подход к посредничеству[25].
- 2018 — Премия Джека П. Блэйни, присужденная Центром диалога Морриса Дж. Воска, Университетом Саймона Фрейзера за использование диалога для поддержки разрешения конфликтов, включая, помимо прочего, роли в Кении и Нигерии[26].
- 2019 — Премия чемпиона мира и сплоченности за разнообразие и инклюзивность, Национальная премия Кении за инклюзивность за разнообразие (награды DIAR).
- 2022 — Почётная степень доктора гуманитарных наук, Колледж штата Кин[10].

## Публикации
- Wairimu Nderitu, Mukami Kimathi — Mau Mau Woman Freedom Fighter[27][28][29][30][31][32][33]
- Anass Bendrif, Sahira al Karaguly, Mohammadi Laghzaoui, Esmah Lahlah, Maeve Moynihan, Alice Nderitũ, Joelle Rizk, and Maytham Al Zubaidi (2009). An introduction to human rights in the Middle East and North Africa- a guide for NGOs[34]
- Alice Nderitũ and Jacqueline O’Neill (2013). «7 myths standing in the way of women’s inclusion». Inclusive Security[35]
- Alice Wairimũ Nderitũ (2014). The Nakuru County peace accord (2010—2012)[36]
- Alice Wairimũ Nderitũ (2016). African Peace Building: Civil Society Roles in Conflict. In Pamela Aall and Chester A. Crocker (eds). Minding the Gap: African Conflict Management in a Time of Change (2016)[37]
- Alice Wairimũ Nderitũ (2016). Catherine Ndereba: The Authorised Biography of a Marathon World Record holder[38]
- Alice Wairimũ Nderitũ (2018). Beyond Ethnicism: Exploring Ethnic and Racial Diversity for Educators. Mdahalo Bridging Divides Limited[39]
- Alice Wairimũ Nderitũ (2018). Kenya: Bridging Ethnic Divides, A Commissioner’s Experience on Cohesion and Integration. Mdahalo Bridging Divides Limited[40]
- Swanee Hunt and Alice Wairimũ Nderitũ. (2018). WPS as a political movement. In Sara E. Davies & Jacqui True (Eds). The Oxford Handbook of Women, Peace, and Security. New York: Oxford University Press[41]
- Alice Wairimu Nderitu. Conflict Transformation and Human Rights: A Mutual Stalemate?[42]

Кроме того, Ндериту является обозревателем газеты The EastAfrican.